# Pak Un-sik
Pak Un-sik (korejsky 박은식, hanča 朴殷植; 30. září 1859 – 1. listopadu 1925) byl korejský myslitel, historik a publicista.

## Život a názory
Pak Un-sik byl jedním z vůdců buditelského hnutí. Prokonfuciánská orientace se u něho spojovala se sympatizováním s názory materialistické školy sirhak. V roce 1905 se Pak Un-sik postavil do čela reformátorského hnutí v konfucianismu, které se pokoušelo interpretovat konfucianismus v duchu názorů Wang Jang-mingových a dát jej do služeb reforem. Své úkoly se chtěl Pak Un-sik zhostit tím, že by demokratizoval konfuciánství a dodal mu praktický charakter. Určitý vliv na Pak Un-sikovy názory mělo učení čínských reformátorů Kchang Jou-weje a Liang Čchi-čchaa a dále názory sociáldarwinismu, které přejal od některých tehdejších japonských filozofů.
V roce 1925 byl zvolen prezidentem Prozatímní šanghajské vlády v Šanghaji, ale náhle zemřel na pracovišti.